# Baya de enebro

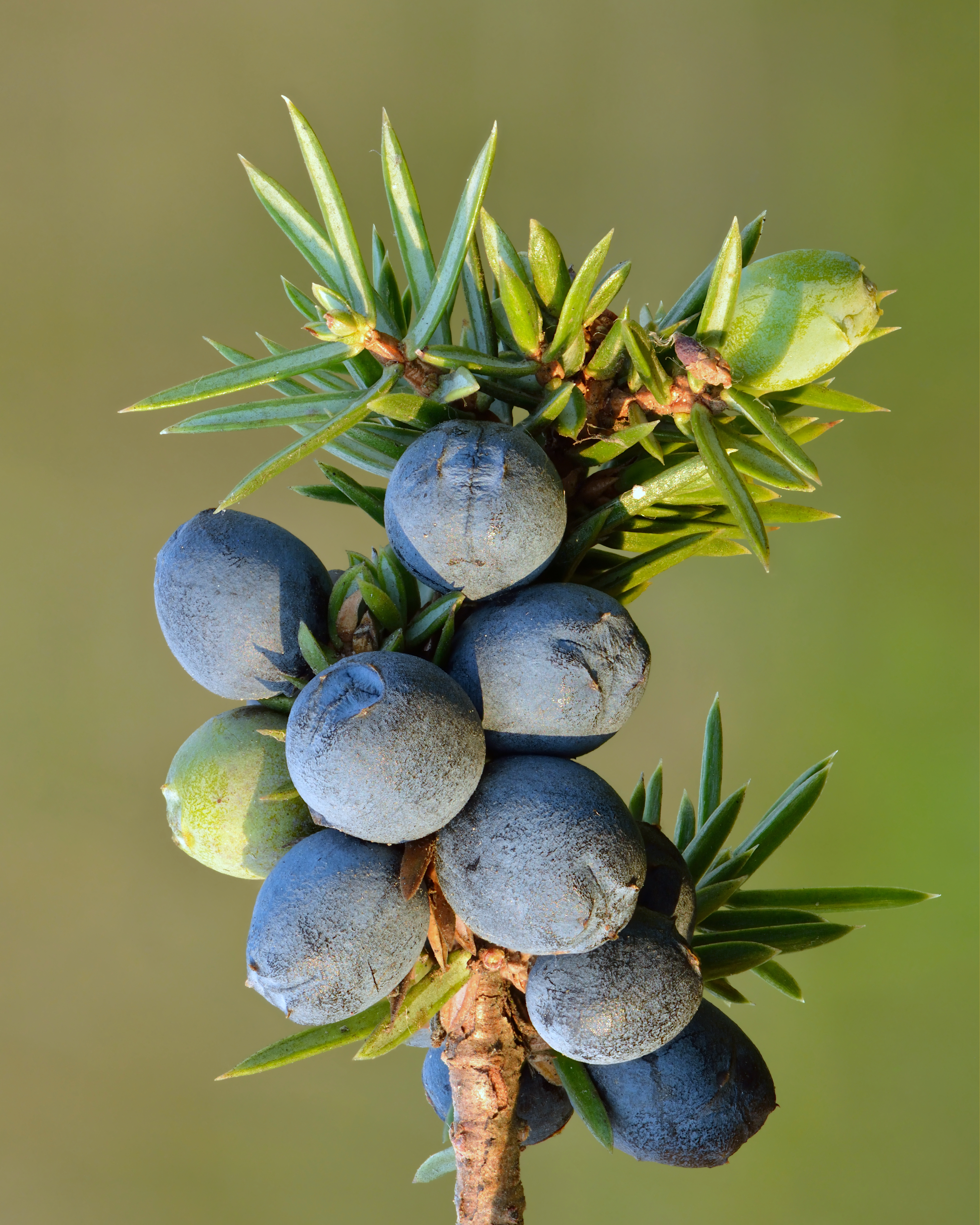
Las bayas de enebro son en realidad conos de coníferas modificados

Una baya de enebro es el cono de semillas femenino que producen las distintas especies de enebros. No se trata de una verdadera baya, sino de un cono con escamas inusualmente carnosas y fusionadas llamado gálbulo, que le da un aspecto similar al de una baya. Los conos de un puñado de especies, especialmente Juniperus communis, se utilizan como especia, sobre todo en la cocina europea, y también dan a la ginebra su sabor característico. Las bayas de enebro se encuentran entre las únicas especias derivadas de las coníferas,junto con las yemas de abeto.

## Descripción

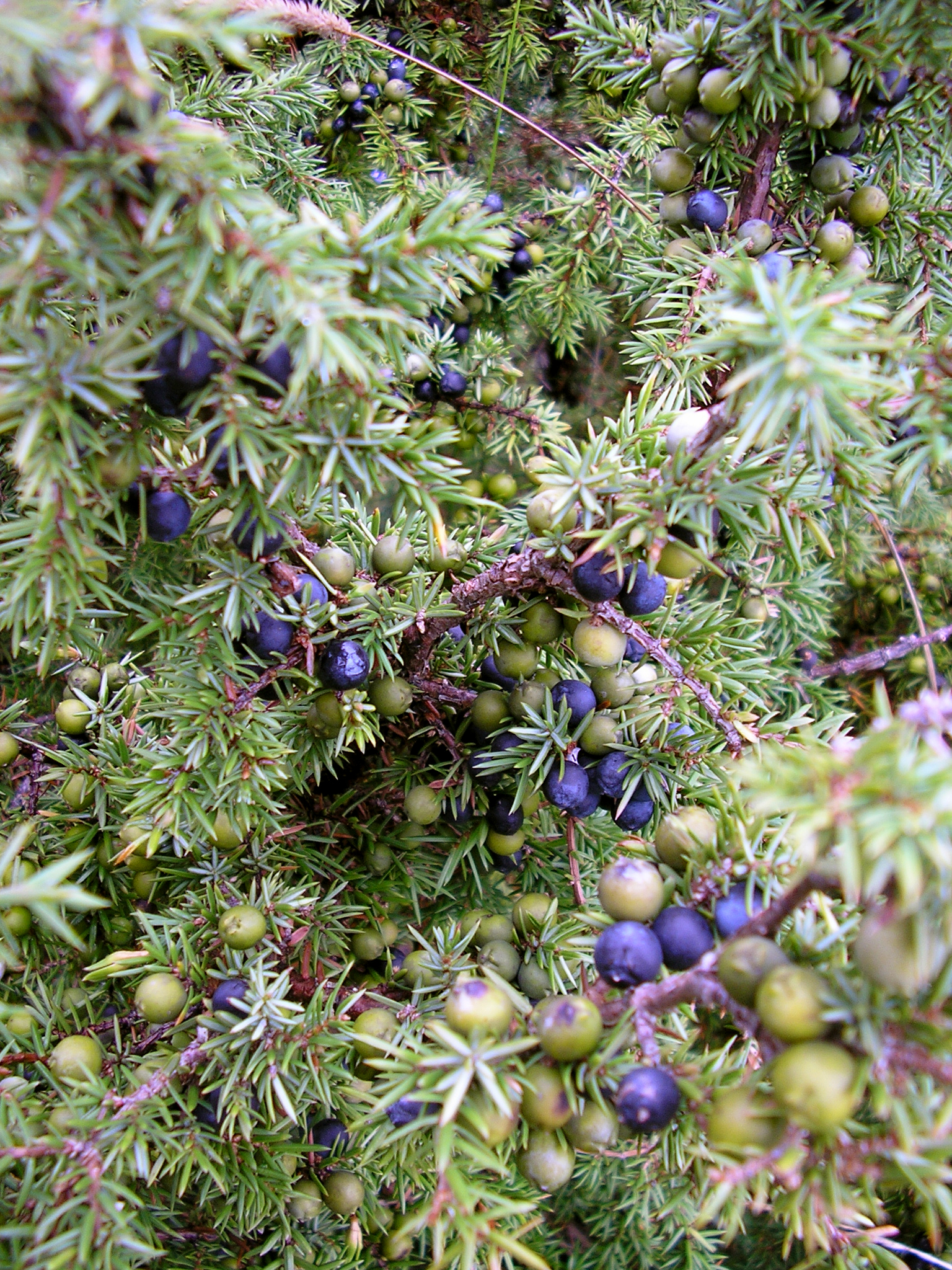
En la misma planta pueden verse bayas jóvenes verdes y bayas maduras moradas

A diferencia de las escamas separadas y leñosas de una piña típica, las de una baya de enebro permanecen carnosas y se funden en una cubierta unificada que rodea las semillas. Las bayas de enebro se consideran a veces arilos, como los conos de los tejos. Las bayas de Juniperus communis varían de 4 milímetros (1⁄8 pulgada) a 12 milímetros (1⁄2 pulgada) de diámetro; otras especies son en su mayoría de tamaño similar, aunque algunas son más grandes, especialmente J. drupacea ( 20-28 mm o 3⁄4-1+1⁄8 pulgada). Las bayas son verdes cuando son jóvenes y maduran a negro púrpura en unos 18 meses en la mayoría de las especies, incluida J. communis. La maduración se produce a partir de los 8-10 meses en algunas especies hasta más de 24 meses en J. drupacea. Las bayas maduras y oscuras se suelen utilizar (aunque no exclusivamente) en la cocina, mientras que la ginebra se aromatiza con bayas inmaduras completamente maduras.

### Química
Las bayas de enebro contienen diversos fitoquímicos, como un aceite esencial en torno al 2% del volumen, un flavonoide llamado juniperina, resinas (en torno al 10% del volumen), proteínas y ácidos acético, málico y fórmico. A partir de extractos de las bayas se aislaron ácidos grasos, terpenos, compuestos aromáticos e hidrocarburos, como pineno, sabineno, terpinen-4-ol, limoneno y mirceno.

## Toxicidad
Aunque están clasificadas como generalmente reconocidas como seguras en Estados Unidos, las bayas de enebro pueden tener varios efectos secundarios que no han sido probados extensamente en ensayos clínicos.Principalmente debido a un mayor riesgo de aborto, incluso en pequeñas dosis, el consumo de bayas de enebro puede afectar a mujeres embarazadas o en periodo de lactancia, y a personas con diabetes, trastornos hemorrágicos o después de una cirugía. En la medicina tradicional, se creía que las bayas de enebro eran útiles para el control de la natalidad femenina.
Es posible que se produzcan reacciones alérgicas.El consumo de grandes cantidades de bayas de enebro puede provocar catarsis, convulsiones o dañar la función renal.Las bayas de algunas especies, como J. sabina, son tóxicas.

## Usos

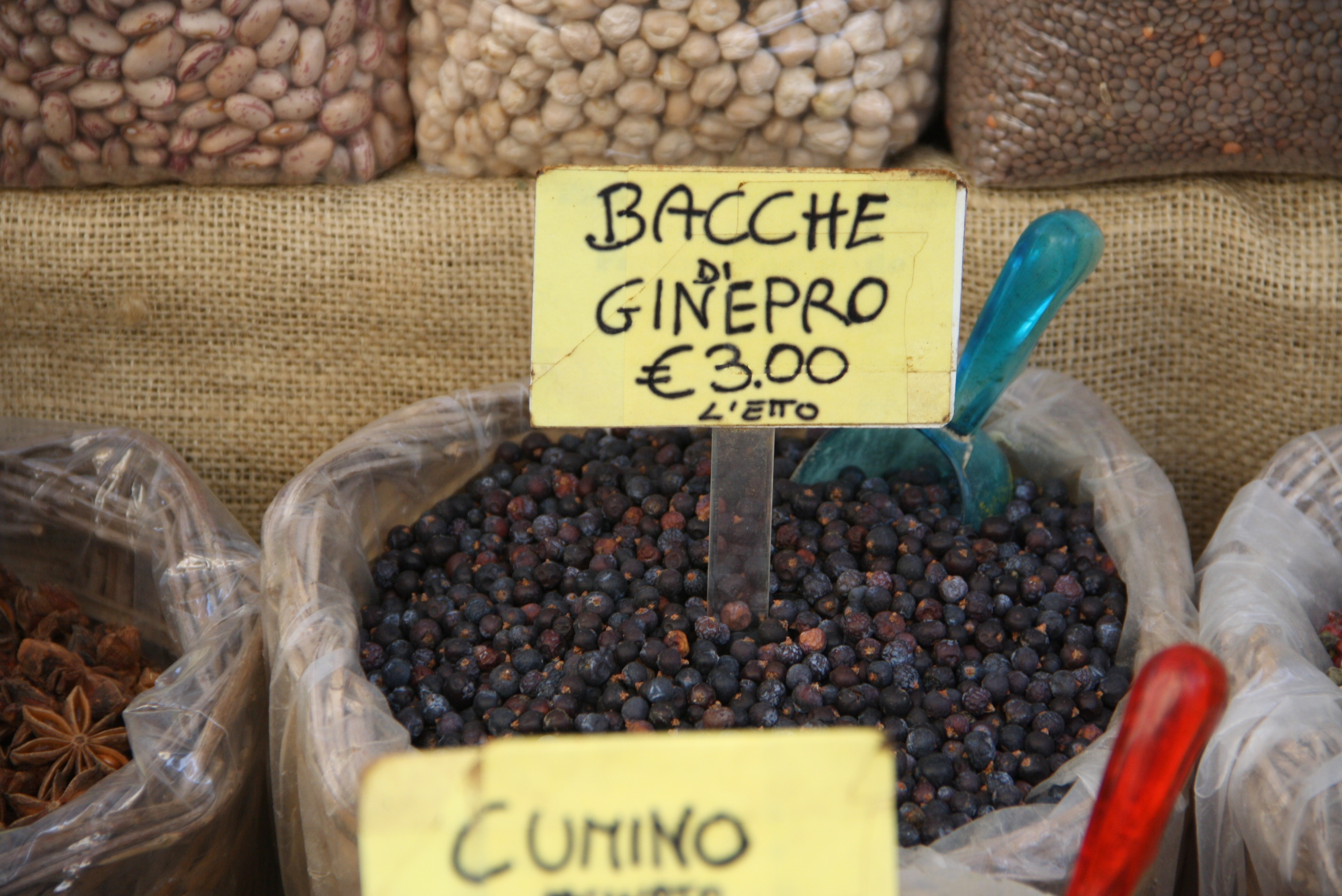
Bayas de enebro secas en un mercado de Siracusa, Sicilia

Las bayas de algunas especies de enebro se consideran demasiado amargas para el consumo. Además de J. communis y J. drupacea, las especies comestibles incluyen J. phoenicea, J. deppeana y J. californica.
El perfil de sabor de las bayas jóvenes y verdes está dominado por el pineno; a medida que maduran, a este fondo resinoso y a pino se le une lo que Harold McGee describe como "verde-fresco" y notas cítricas. Las escamas exteriores de las bayas son relativamente insípidas, por lo que casi siempre se trituran ligeramente antes de utilizarlas como especia. Se utilizan tanto frescas como secas, pero su sabor y olor son más intensos inmediatamente después de la cosecha y disminuyen durante el secado y el almacenamiento.

### Sabor
Las bayas de enebro se utilizan en la cocina del norte de Europa y, sobre todo, en la escandinava para, según una fuente, "dar un sabor nítido y claro"a los platos de carne, especialmente a las aves silvestres (como el tordo, el mirlo y la becada) y a las carnes de caza (como el jabalí y el venado).También condimentan platos de cerdo, col y chucrut. Las recetas tradicionales de choucroute garnie, un plato alsaciano de chucrut y carnes, incluyen universalmente bayas de enebro. Además de los platos noruegos, daneses y suecos, las bayas de enebro también se utilizan a veces en la cocina alemana, austriaca, checa, polaca y húngara, a menudo con asados (como el sauerbraten alemán). La cocina del norte de Italia, especialmente la del Tirol del Sur, también incorpora bayas de enebro. También se utilizan en la región italiana de Apulia, sobre todo para aromatizar salmueras.
El enebro, normalmente J. communis, se utiliza para aromatizar la ginebra, un licor desarrollado en el siglo XVII en los Países Bajos.El propio nombre de ginebra deriva del francés genièvre o del neerlandés jenever, que significan ambos "enebro". Otras bebidas aromatizadas con enebro son la cerveza finlandesa de centeno y enebro conocida como sahti, que se aromatiza con bayas y ramas de enebro.
Otra bebida elaborada con bayas de enebro es el julmust, un refresco sueco que se vende sobre todo en Navidad.

### Alimentos
Algunas especies de enebro norteamericanas producen un cono de semillas con un sabor más dulce y menos resinoso que las que se suelen utilizar como especia. Por ejemplo, una guía de campo describe la pulpa de las bayas de J. californica como "seca, harinosa y fibrosa pero dulce y sin células resinosas" Estas especies han sido utilizadas no sólo como condimento sino como alimento nutritivo por algunos nativos americanos. Las bayas también tienen usos medicinales. Por ejemplo, los Pies Negros utilizaban el té de bayas de enebro para curar los vómitos, mientras que las mujeres Crow bebían té de bayas de enebro después del parto para aumentar la limpieza y la curación. Además de los fines medicinales y culinarios, los nativos americanos también han utilizado las semillas del interior de las bayas de enebro como abalorios para joyería y decoración.
Un aceite esencial extraído de las bayas de enebro se utiliza en aromaterapia, tanto para masajes corporales como para difusión y perfumería.

## Cultura
Se han encontrado bayas de enebro, incluidas Juniperus phoenicea y J. oxycedrus, en tumbas del antiguo Egipto en múltiples yacimientos. No se sabe que J. oxycedrus crezca en Egipto, ni tampoco J. excelsa, que se encontró junto con J. oxycedrus en la tumba de Tutankamón Las bayas importadas a Egipto pueden proceder de Grecia; los griegos registran el uso de bayas de enebro como medicina mucho antes de mencionar su uso en la alimentación.
Los griegos utilizaban las bayas en muchas de sus pruebas olímpicas porque creían que aumentaban la resistencia física de los atletas.
Los romanos utilizaban las bayas de enebro como sustituto barato de producción nacional de la cara pimienta negra y pimienta larga importadas de la India. También se utilizaba como adulterante, como se recoge en la Historia Natural de Plinio el Viejo: "La pimienta se adultera con bayas de enebro, que tienen la propiedad, en un grado maravilloso, de asumir la acritud de la pimienta" Plinio también afirmó incorrectamente que la pimienta negra crecía en árboles que eran “muy similares en apariencia a nuestros enebros”.
Las bayas eran parte integrante de la cultura serrana del desierto (Vanyume) y crecían en toda la región del río Mojave. El pueblo principal de Wá'peat derivaba de la palabra serrana para las bayas de enebro, wa'at.